# Cantón de Aix-en-Provence-Suroeste
El cantón de Aix-en-Provence-Suroeste era una división administrativa francesa, que estaba situada en el departamento de Bocas del Ródano y la región de Provenza-Alpes-Costa Azul.

## Composición
El cantón estaba formado por dos comunas, más una fracción de la comuna que le daba su nombre:
- Aix-en-Provence (fracción)
- Éguilles
- Meyreuil

## Supresión del cantón de Aix-en-Provence-Suroeste
En aplicación del Decreto n.º 2014-271 de 27 de febrero de 2014, el cantón de Aix-en-Provence-Suroeste fue suprimido el 29 de marzo de 2015 y sus 3 comunas pasaron a formar parte; una del nuevo cantón de Pélissanne, una del nuevo cantón de Trets y la fracción de la comuna que le daba su nombre se unió con las demás para que, por medio de una reestructuración cantonal, fueran creados los nuevos cantones de Aix-en-Provence-1 y Aix-en-Provence-2.